# Hara-lijn
De hara-lijn is een lemniscaat vormige energiebaan die volgens verschillende oosterse filosofieën (Chinese geneeswijze, yoga, taoïsme, kum nye) in het lichaam aanwezig zou zijn. Door deze hara-lijn zou de hara (qi, chi, levensenergie) stromen. De hara-lijn wordt gevormd door twee lussen die elkaar kruisen in de hara (gelegen onder de navel op het schaambeen):
- Het conceptievat is het bovenste deel van de hara-lijn en loopt vanaf de hara naar het perineum achterlangs de rug omhoog over het hoofd naar voren toe, via de romp naar beneden tot aan de hara.
- Het gouverneurvat is het het onderste deel van de hara-lijn en loopt vanaf de hara naar het perineum achterlangs het bekken, benen via de voeten naar de voorzijde van de benen omhoog en kruist weer bij de hara naar achteren[1]..

De hara-lijn komt voor in oefeningen uit bijvoorbeeld yoga en meditatie.